# ويليام براندون لاسي كامبوس
ويليام براندون لاسي كامبوس (بالإنجليزية: William Brandon Lacy Campos)‏ هو صحفي وشاعر أمريكي، ولد في 31 أغسطس 1977 في دولوث في الولايات المتحدة، وتوفي في 9 نوفمبر 2012 في نيويورك في الولايات المتحدة.